# Velocità di reazione
In cinetica chimica, con velocità di reazione si intende la variazione di concentrazione dei reagenti o dei prodotti, o della massa o di una delle proprietà della reazione nel tempo. Viene applicato nei processi di importanza industriale, nella biochimica e nella chimica ambientale

## Determinazione sperimentale
Data una generica reazione chimica:
{\displaystyle A+nB\rightarrow mC}

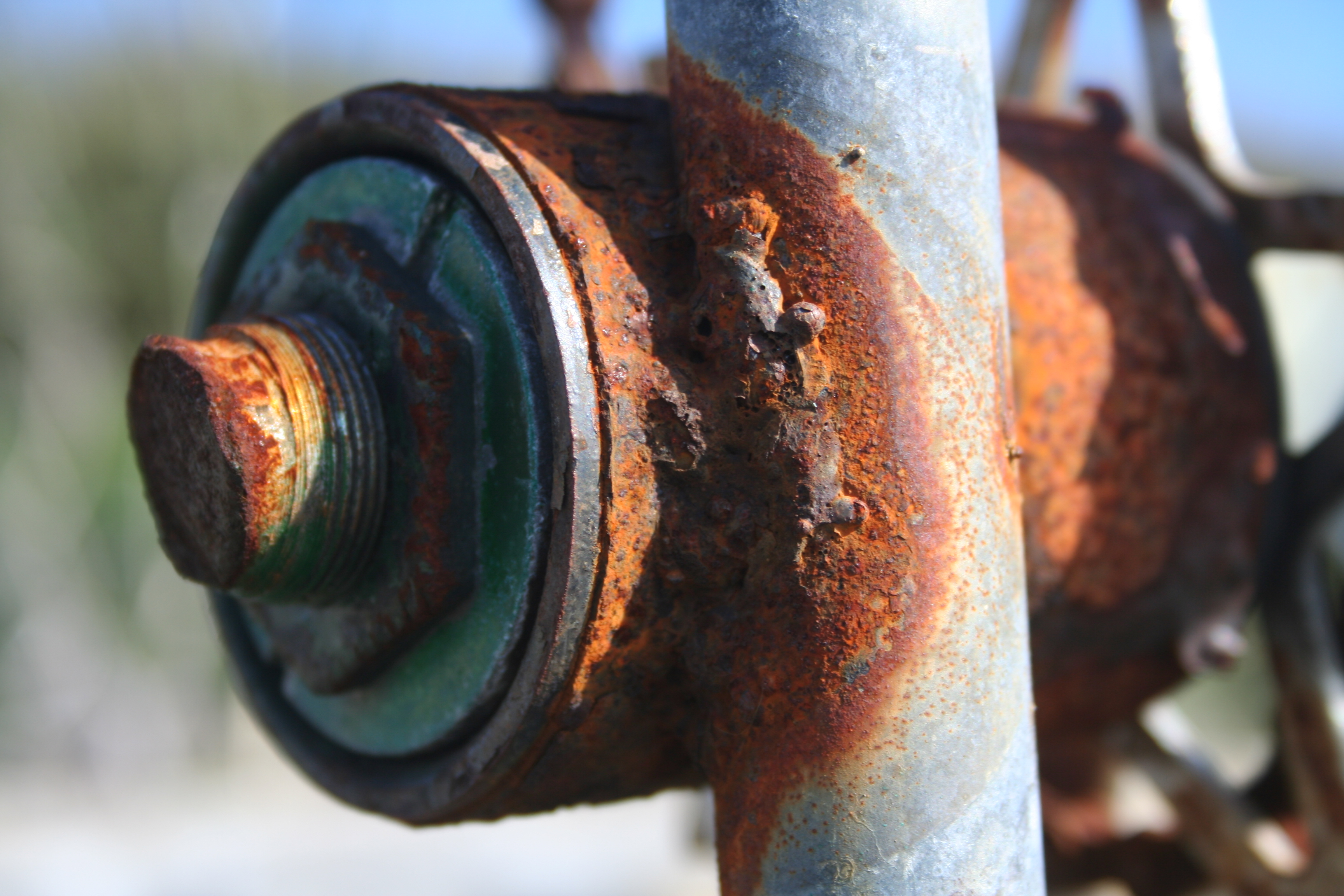
La ruggine del ferro ha una bassa velocità di reazione. Questo processo è lento.

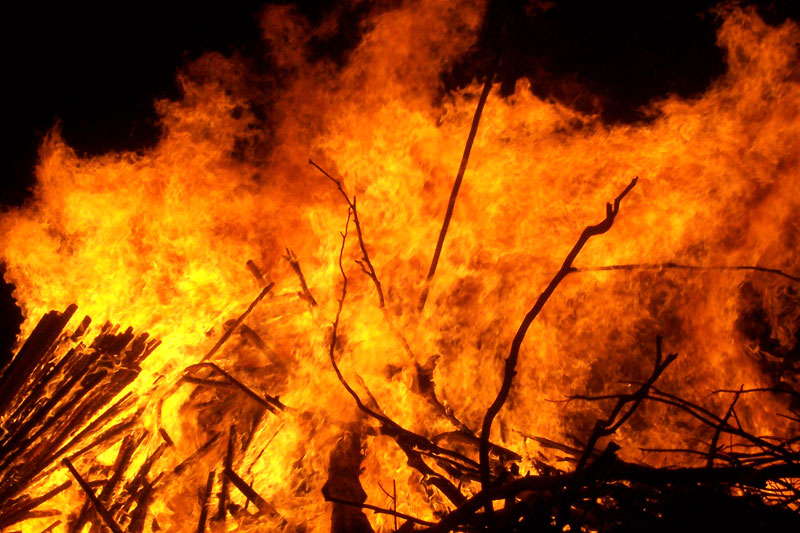
La combustione del legno ha una velocità di reazione "alta". Questo processo è veloce.

dai suoi coefficienti si deduce che per ogni m molecole di C che si formano scompaiono una molecola di A e n molecole di B. Definita come velocità di reazione v la variazione della concentrazione molare di ognuna di queste sostanze nel tempo, si ha che:
{\displaystyle v=-{\frac {d[A]}{dt}}=-{\frac {1}{n}}{\frac {d[B]}{dt}}={\frac {1}{m}}{\frac {d[C]}{dt}}={\frac {d\xi }{dt}}}
in cui ξ viene detto "grado di avanzamento" della reazione.
Molto spesso la velocità di reazione risulta essere proporzionale alla concentrazione delle specie chimiche coinvolte, ciascuna elevata ad una potenza (spesso un numero intero positivo, ma può essere anche un numero negativo, nullo o frazionario) nella cosiddetta equazione cinetica; ad esempio:
{\displaystyle v=k[A]^{a}[B]^{b}}
I valori di a, b e k vengono determinati sperimentalmente; conoscerli significa, oltre a prevedere l'andamento della reazione nel tempo, anche avere una buona indicazione sul meccanismo della reazione stessa. La somma di a e b viene detta ordine di reazione.
Anche il coefficiente k viene desunto sperimentalmente; viene chiamato costante di velocità ed è legato alla temperatura in modo esponenziale tramite la relazione:
{\displaystyle k={\mathcal {A}}e^{(-{\frac {E_{a}}{RT}})}}
nota come equazione di Arrhenius in cui {\displaystyle {\mathcal {A}}} viene detto fattore pre-esponenziale e {\displaystyle E_{a}} energia di attivazione. {\displaystyle R} è la costante universale dei gas.
Lo studio dell'andamento della costante di velocità in funzione della temperatura permette di calcolare l'energia di attivazione ed avere così ulteriori informazioni sul meccanismo della reazione.

## Velocità di reazione specifica
Nel caso in cui si abbia a che fare con una reazione che avvenga per catalisi eterogenea, si fa spesso riferimento alla velocità di reazione specifica vs, che è pari al rapporto della velocità di reazione rispetto alla superficie S del catalizzatore, ovvero:
{\displaystyle v_{s}=-{\frac {1}{S}}{\frac {d[A]}{dt}}}
Nel caso della catalisi omogenea l'espressione precedente non è invece applicabile, in quanto non si ha una superficie di separazione fluido-catalizzatore.

## Velocità di reazione in elettrochimica
Nei processi elettrochimici (ad esempio nell'elettrolisi e nei fenomeni corrosionistici) le reazioni chimiche avvengono assorbendo o cedendo energia elettrica. La velocità di reazione è quindi in questi casi esprimibile in termini di intensità di corrente (tenendo conto di eventuali dissipazioni dovute a sovratensioni o cadute ohmiche). Infatti in un processo elettrochimico gli elettroni si comportano da specie chimica (in quanto possono fare parte dei prodotti o dei reagenti) e la loro variazione nel tempo è pari sia alla velocità di reazione (essendo la derivata rispetto al tempo della quantità di specie prodotte/reagite) sia all'intensità di corrente (essendo la derivata rispetto al tempo della carica elettrica).

## Effetto isotopico cinetico
L'effetto isotopico cinetico, ampiamente sfruttato nello studio delle reazioni chimiche, consiste nella diminuzione della velocità di reazione a seguito della sostituzione di un dato atomo, che instaura uno specifico legame chimico, con un suo isotopo che si trova a instaurare il medesimo tipo di legame. L'esempio tipico è rappresentato dalla diversa velocità di reazione osservata sostituendo un legame C-H con uno C-D.